# Marvin Barnes
Marvin Jerome Barnes (Providence, Rhode Island, 27 de julio de 1952-Providence, Rhode Island, 8 de septiembre de 2014) fue un jugador de baloncesto estadounidense que disputó 2 temporadas en la ABA y otras 4 en la NBA en los años 1970. Con 2,03 metros de altura, jugaba en la posición de ala-pívot. Fue Rookie del Año de la ABA en 1975 y participó en 2 All-Star Game de la misma competición, en 1975 y 1976. Recibió los apodos de "Bad News" y "The Magnificent".

## Trayectoria deportiva

### Universidad
Jugó durante 4 temporadas con los Frailes de la Universidad de Providence. Llevó a su equipo a una Final Four y consiguió promediar 19 rebotes en su primera temporada y 18.7 en la segunda. En el total de su carrera universitaria promedió 20,7 puntos y 17,9 rebotes por partido, siendo elegido en el primer equipo All-American en 1974. Aún hoy es el máximo reboteador histórico del college, el que más capturó en una temporada (597) y en un solo partido (34), y el líder histórico en "gorros" (363), poniendo 159 en una temporada. Ostenta el récord de 12 tapones y comparte él de 52 puntos en un solo partido. Registró 2 Triple-Dobles y 78 Dobles-Dobles (24, 23 y 31 respectivamente en sus tres campañas). Aglomeró 18 partidos en los que aunó 20 puntos y 20 rebotes.

### Selección nacional
En 1973 fue convocado para integrar la selección universitaria de baloncesto de Estados Unidos, junto con otras figuras juveniles de la época como David Thompson, Quinn Buckner y Tommy Burleson. El equipo ganó la medalla de oro en la Universiada de 1973.

### Profesional

#### ABA
Fue elegido en la segunda posición, tanto en el Draft de la NBA de 1974 por Philadelphia 76ers, como en el de la ABA de esa misma temporada por los Spirits of St. Louis, eligiendo esta última opción. Su primera temporada fue espectacular, liderando a su equipo tanto en puntos (24,0 por partido) como en rebotes (15,6) y tapones (1,8). Fue elegido Rookie del Año e incluido en el segundo mejor quinteto de la liga, además de aparecer entre los cinco mejores anotadores y reboteadores. Remató la campaña batiendo el récord de más tiros de campo anotados por un jugador en un partido de la ABA, con 27, el 16 de marzo de 1975 ante Memphis Sounds, y participando en el All-Star Game, en el que consiguió 16 puntos.
En su segunda temporada siguió siendo un jugador clave en el equipo, volviendo a ser el máximo anotador, con 24,1 puntos por partido, y el segundo reboteador, tras Maurice Lucas, con 10,8. Sin embargo el equipo no estaría a la altura, acabando en la sexta posición de una competición que se extinguiría al finalizar la temporada.

#### NBA
Tras disolverse la liga, alguno de los equipos de la misma puso a sus jugadores en lo que se denominó Draft de esparcimiento, en el cual los equipos de la NBA podían hacerse con los contratos de los jugadores de la difunta competición. Barnes fue elegido en la cuarta posición de dicho draft por Detroit Pistons por 500.000 dólares. Pero su juego decayó enormemente, en parte por los problemas que estaba empezando a tener con el consumo de cocaína. Acabó la temporada promediando 9,6 puntos y 4,8 rebotes por partido. A poco de comenzar la temporada 1977-78 fue traspasado a los Buffalo Braves, donde sus estadísticas subieron hasta los 11,8 puntos y 7,3 rebotes por partido, pero seguía lejos de sus años en la ABA.
En junio de 1978 los Braves se trasladarían a San Diego, y Barnes fue enviado a Boston Celtics en un traspaso múltiple junto con Billy Knight y Nate Archibald. Allí los problemas con la cocaína se intensificaron, llegando a declarar al periódico Houston Chronicle:

Llegué a esnifar cocaína en el banquillo, durante el transcurso de un partido. Mis compañeros se apartaron de mí. Me tapaba con una toalla. Creo que no es necesario que diga que mi carrera no iba a durar mucho desde aquel momento

Los Celtics rescindieron su contrato al término de la temporada 1978-79, dejando sin vigor los dos años restantes que le unían al equipo, por los que se hubiera embolsado más de 350.000 dólares anuales. Regresó a los Braves, reconvertidos en los San Diego Clippers al año siguiente, pero solo jugó 20 partidos antes de ser apartado del equipo, y tras promediar 3,2 puntos y 3,9 rebotes por partido.
En el total de su carrera profesional en Estados Unidos promedió 16,0 puntos y 9,1 rebotes por partido.

#### Liga Italiana
Tras salir por la puerta de atrás de la NBA, decidió probar suerte en la Liga Italiana, fichando por el Hurlingham Trieste, donde, tras jugar tan sólo 6 partidos fue arrestado por tráfico y consumo de drogas, pudiendo abandonar el país gracias a la intervención del Embajador, huyendo en taxi por la frontera de Yugoslavia y regresando a su país en avión vía Alemania.

## Estadísticas de su carrera en la NBA

### Temporada regular
| Temporada | Edad | Equipo               | Liga  | P   | TIT | MIN  | TC   | TCA  | %TC  | 3P  | 3PA | %3P  | TL  | TLA | %TL  | R.OF. | R.DEF. | REB  | ASIS | ROB | TAP | PER | FP  | PTS  |
| 1974-75   | 22   | Spirits of St. Louis | ABA   | 77  |     | 39.9 | 10.1 | 20.3 | .498 | 0.0 | 0.0 | .000 | 3.8 | 5.7 | .670 | 5.4   | 10.2   | 15.6 | 3.2  | 1.2 | 1.8 | 4.0 | 4.3 | 24.0 |
| 1975-76   | 23   | Spirits of St. Louis | ABA   | 67  |     | 37.1 | 10.2 | 20.2 | .503 | 0.0 | 0.2 | .273 | 3.7 | 5.1 | .740 | 3.9   | 6.9    | 10.8 | 2.2  | 1.9 | 2.0 | 3.4 | 4.1 | 24.1 |
| 1976-77   | 24   | Detroit Pistons      | NBA   | 53  |     | 18.7 | 3.8  | 8.5  | .447 |     |     |      | 2.0 | 2.9 | .679 | 1.3   | 3.5    | 4.8  | 0.8  | 0.7 | 0.6 |     | 2.6 | 9.6  |
| 1977-78   | 25   | TOTAL                | NBA   | 60  |     | 27.4 | 4.7  | 11.0 | .422 |     |     |      | 2.1 | 3.0 | .703 | 2.3   | 5.1    | 7.3  | 2.3  | 1.1 | 1.4 | 2.3 | 4.0 | 11.4 |
| 1977-78   | 25   | Detroit Pistons      | NBA   | 12  |     | 22.4 | 4.4  | 9.8  | .449 |     |     |      | 1.2 | 2.4 | .483 | 2.3   | 5.3    | 7.6  | 1.6  | 0.6 | 0.9 | 2.4 | 3.6 | 10.0 |
| 1977-78   | 25   | Buffalo Braves       | NBA   | 48  |     | 28.7 | 4.7  | 11.3 | .416 |     |     |      | 2.4 | 3.2 | .745 | 2.2   | 5.0    | 7.3  | 2.4  | 1.2 | 1.5 | 2.2 | 4.1 | 11.8 |
| 1978-79   | 26   | Boston Celtics       | NBA   | 38  |     | 20.9 | 3.5  | 7.1  | .491 |     |     |      | 1.1 | 1.7 | .652 | 1.5   | 3.2    | 4.7  | 1.4  | 1.0 | 1.0 | 1.8 | 3.8 | 8.1  |
| 1979-80   | 27   | San Diego Clippers   | NBA   | 20  |     | 14.4 | 1.2  | 3.0  | .400 | 0.0 | 0.0 |      | 0.8 | 1.6 | .500 | 1.7   | 2.2    | 3.9  | 0.9  | 0.3 | 0.6 | 0.9 | 2.6 | 3.2  |
| Total     |      |                      | TOTAL | 315 |     | 29.5 | 6.7  | 13.8 | .481 | 0.0 | 0.1 | .214 | 2.7 | 3.9 | .691 | 3.1   | 6.0    | 9.1  | 2.1  | 1.2 | 1.4 | 2.9 | 3.7 | 16.0 |
|           |      |                      | NBA   | 171 |     | 21.7 | 3.7  | 8.4  | .442 | 0.0 | 0.0 |      | 1.7 | 2.5 | .672 | 1.7   | 3.8    | 5.5  | 1.5  | 0.8 | 1.0 | 1.9 | 3.4 | 9.2  |
|           |      |                      | ABA   | 144 |     | 38.6 | 10.1 | 20.3 | .500 | 0.0 | 0.1 | .214 | 3.8 | 5.4 | .701 | 4.7   | 8.6    | 13.4 | 2.8  | 1.5 | 1.9 | 3.7 | 4.2 | 24.1 |

### Playoffs
| Temporada | Edad | Equipo               | Liga | P  | MIN | TCA | TC  | 3PA | 3P | TLA | TL | R.OF. | REB | ASIS | ROB | TAP | PER | FP | PTS | %TC  | %3P  | %FT  | MIN  | PTS  | REB  | AST |
| 1975      | 22   | Spirits of St. Louis | ABA  | 10 | 444 | 124 | 249 | 0   | 1  | 60  | 77 | 53    | 141 | 16   | 20  | 19  | 38  | 45 | 308 | .498 | .000 | .779 | 44.4 | 30.8 | 14.1 | 1.6 |
| Total     |      |                      | ABA  | 10 | 444 | 124 | 249 | 0   | 1  | 60  | 77 | 53    | 141 | 16   | 20  | 19  | 38  | 45 | 308 | .498 | .000 | .779 | 44.4 | 30.8 | 14.1 | 1.6 |

## Una vida llena de conflictos
Sus problemas con las drogas comienzan coincidiendo prácticamente con sus inicios como profesional. Se volvió millonario de la noche a la mañana, lo que le llevaba a realizar excentricidades, como la de conducir un Rolls Royce plateado los días soleados y un Cadillac los días nublados. Su personalidad era compleja, hablaba siempre en voz alta, con arrogancia, al mismo tiempo que resultaba divertido y extrovertido. Aunque su carácter siempre fue problemático: en 1972 fue denunciado por un compañero de la Universidad de Providence, Larry Ketvirtis, acusándolo de agredirle con una barra de hierro. Barnes adujo que su compañero le dio un codazo en la boca durante un entrenamiento, pero que nunca llegó a golpearle con la barra. Meses más tarde fue detenido por encontrarse en posesión de un revólver.
Barnes siempre culpó a sus problemas durante su infancia con su padre.

Mi padre era un alcohólico. Golpeaba a mi madre y me golpeaba a mí. cuando cumplí los 16 años, cogí mi arma calibre 22 y apuntándole le dije: no me vas a golpear más. Tú tienes un arma, yo tengo la mía. Estamos empatados.

Tras su incidente en Italia, fue detenido en dos ocasiones más por tráfico de drogas, siendo condenado a varios años de cárcel. Estuvo recluido en la prisión de Fort Stockton, pero aquello no ablandó su carácter. Los guardas de la prisión dijeron que promovía a menudo conflictos, sobre todo con los presos más veteranos, con el riesgo de perder la vida en alguno de ellos. Cuando salió de la cárcel, en 1996, fue ingresado en el Houston Treatment Center, dirigido por el exjugador John Lucas, donde fue atendido durante 8 años con un tratamiento que pagó íntegeramente Ozzie Silna, copropietario de los Spirits of St. Louis.
Barnes fue invitado por los Houston Rockets a la ceremonia en que se retiró la camiseta de su excompañero Moses Malone. Exhibiendo el antiguo brillo de su mirada declaró:

Desde que empezó se veía que Mo iba a ser bueno, muy bueno, ¿aunque sabes una cosa? Yo podía haber sido mejor, solo que tomé algunas malas decisiones.

Cuando parecía que estaba rehabilitado, en mayo de 2007 fue arrestado acusado de posesión de cocaína, encontrada en el coche que iba conduciendo en el momento del arresto.
A pesar de todos sus deslices con la justicia, la renovada liga ABA 2000 dio su nombre a una de las divisiones de la misma, junto al de otras figuras de la vieja competición como Connie Hawkins o Moses Malone.